# Kürbisse
Die Kürbisse (Cucurbita) bilden eine Pflanzengattung innerhalb der Familie der Kürbisgewächse (Cucurbitaceae). Bekannte Vertreter wie der Riesen-Kürbis (Cucurbita maxima), der Moschus-Kürbis (Cucurbita moschata) und der Garten-Kürbis (Cucurbita pepo) werden landwirtschaftlich und gärtnerisch genutzt.
Die ebenfalls als Kürbis bezeichneten Früchte vieler Kürbispflanzen werden im Handel sowie kulinarisch zum Fruchtgemüse gezählt.

## Beschreibung

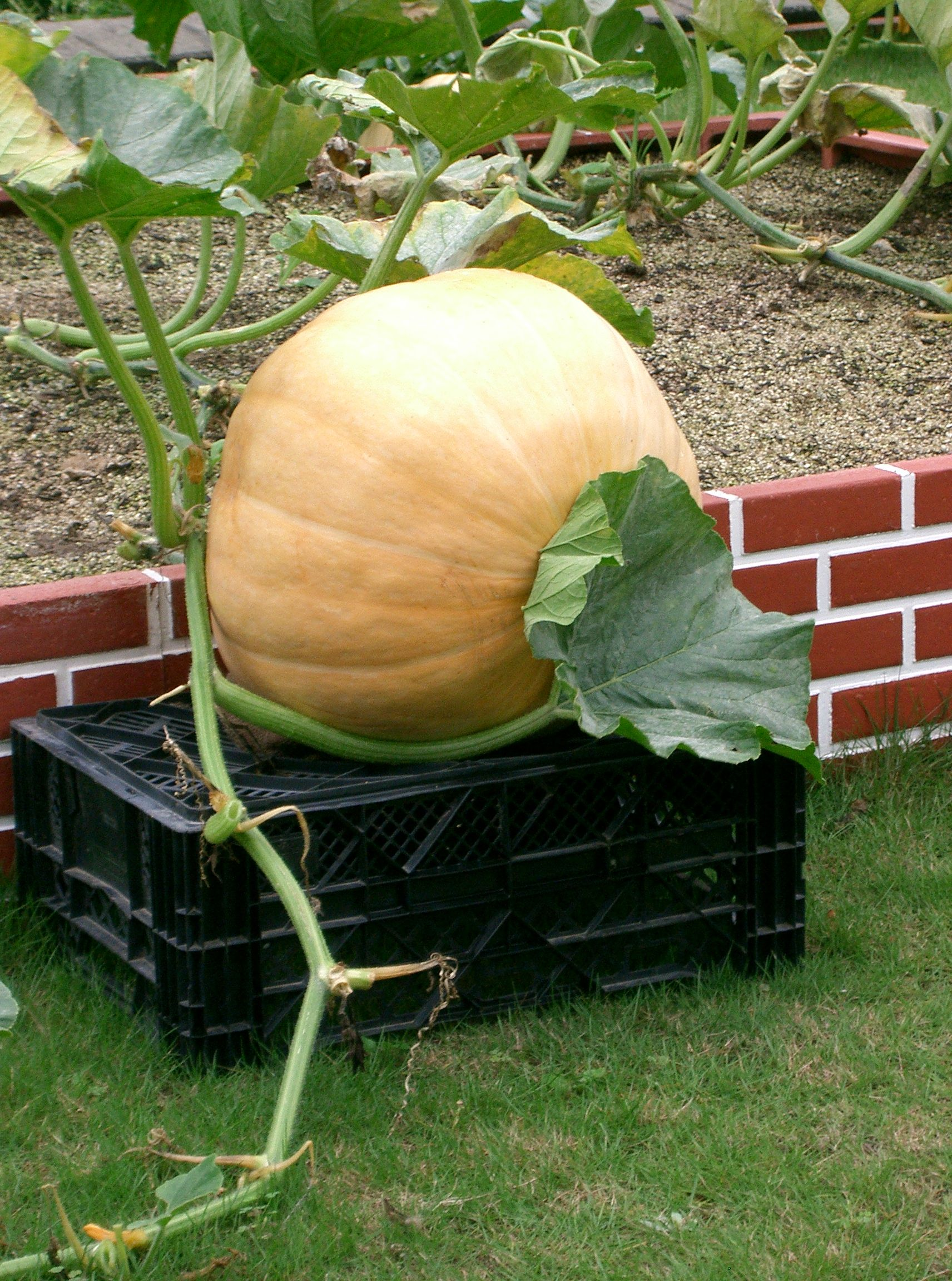
Riesen-Kürbis (Cucurbita maxima)

### Vegetative Merkmale
Die Kürbis-Arten sind einjährige, selten auch ausdauernde, krautige Pflanzen. Die meisten Arten, darunter alle kultivierten, sind eher mesophytisch und besitzen ein fädiges Wurzelsystem; nur wenige Arten sind xerophytisch und haben ein vergrößertes Wurzelsystem. Die Stängel sind meist niederliegend oder auch kletternd. Die Ranken sind drei- bis siebenfach verzweigt.

### Generative Merkmale
Cucurbita-Arten sind einhäusig getrenntgeschlechtig (monözisch). Die Blüten stehen an langen Stielen einzeln in den Blattachseln.
Die eingeschlechtigen Blüten sind fünfzählig mit doppelter Blütenhülle. Der Kelch ist glockenförmig und hat fünf Zipfel. Die Krone ist mit 6 bis 10 Zentimetern Länge bei beiden Geschlechtern fast gleich groß, glockig, fünfzipfelig, dabei maximal bis zur Hälfte geteilt. Die Blütenfarbe ist goldgelb, Cucurbita okeechobeensis hat cremefarbene Blüten. Die männlichen Blüten haben scheinbar drei Staubblätter, jedoch sind 2 + 2 + 1 verwachsen. Die Staubfäden sind frei, die Staubbeutel sind zu einer Säule verwachsen. Die weiblichen Blüten haben kleine Staminodien und einen drei- bis fünffächrigen unterständigen Fruchtknoten. Der eine Griffel ist kurz und trägt drei bis fünf zweilappige Narben. In einem Diskus und an der Basis des Hypanthiums wird Nektar produziert.
Die Früchte sind drei- bis fünffächrige, sehr große und vielsamige Panzerbeeren. Form, Größe und Farbe variieren je nach kultivierter Sorte sehr stark. Bei den Wildformen ist die Fruchtwand hart und verholzt und bleibt lange intakt. Nach langer Lagerung bleiben im Wesentlichen trockene Fruchtwand, Stiel und Samen übrig. Trockene Früchte sind auch schwimmfähig. Die Samen sind flach, im Umriss eiförmig bis elliptisch und haben einen verdickten Rand.
Die Chromosomenzahl der Cucurbita-Arten beträgt 2n = 40. Es wird vermutet, dass es sich hierbei um eine alte Polyploidie handelt.

## Standorte
Die Standorte reichen von heißen trockenen Gebieten bis zu kühlen Nebelwäldern. Alle Arten sind frostempfindlich. Die meisten Arten wachsen in heißen Tieflandgebieten mit ausgeprägten Regen- und Trockenzeiten. Sie benötigen hohe Sonneneinstrahlung. Die Keimung bzw. der Austrieb aus den Speicherorganen erfolgt am Beginn der Regenzeit. Die eher mesophytischen Arten wachsen meist in laubwerfenden Dornbusch-Wäldern. Des Weiteren wachsen sie häufig an natürlich gestörten Standorten wie an Flussufern und in den Überschwemmungsgebieten von Flüssen. Als Untergrund kann der Sand von Küstendünen, staunasser Tieflandboden oder Schotterboden in großen Seehöhen dienen.

## Systematik und Verbreitung

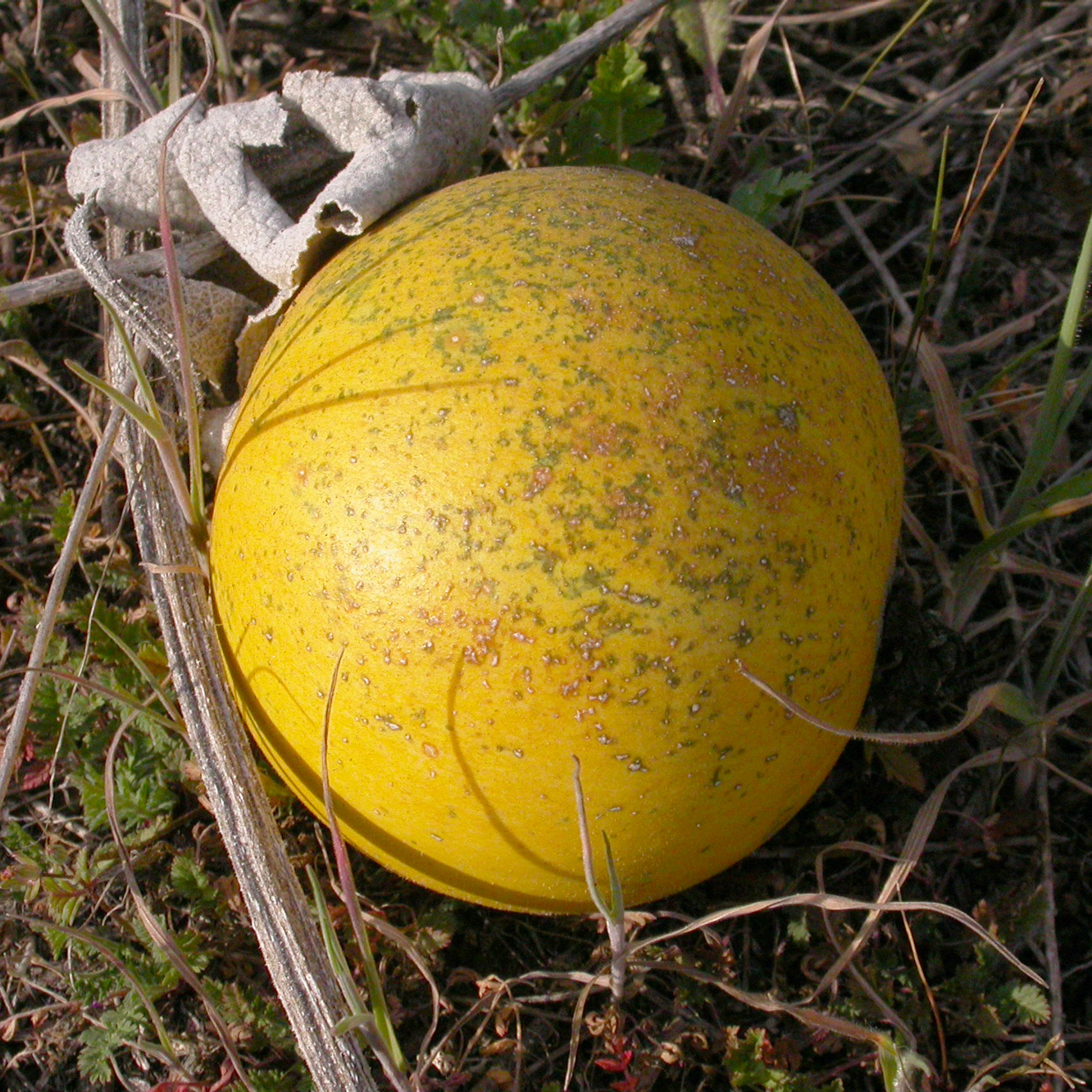
Wilder Kürbis (Cucurbita foetidissima)

Die Gattung Cucurbita wurde 1753 durch Carl von Linné in Species Plantarum, Tomus II, S. 1010 aufgestellt.
Die Gattung Cucurbita gehört zur Tribus Cucurbiteae in der Unterfamilie Cucurbitoideae innerhalb der Familie Cucurbitaceae. Ihr Schwestertaxon ist Peponopsis. Zusammen mit Peponopsis und Polyclathra bildet sie eine von den übrigen Gattungen der Tribus getrennte Gruppe.
Die Cucurbita-Arten sind in der Neuen Welt von den USA über Zentral- bis Südamerika verbreitet.
In der Gattung Cucurbita gibt es 1997 rund 15 Arten:
- Cucurbita argyrosperma C.Huber: Die Subtaxa sind von Mexiko bis Zentralamerika verbreitet.[5]
- Cucurbita digitata-Komplex, mit den manchmal nur als Unterarten eingestuften
  - Cucurbita digitata A.Gray: Sie kommt in den südlichen Vereinigten Staaten und im nördlichen Mexiko vor.[5]
  - Cucurbita palmata S.Watson: Sie kommt im südlichen Kalifornien, im westlichen Arizona, im südlichen Nevada und im nördlichen Mexiko vor.[5]
  - Cucurbita cylindrata L.H.Bailey
  - Cucurbita cordata S.Watson: Sie kommt nur auf der mexikanischen Halbinsel Baja California vor.[5]
- Cucurbita ecuadorensis H.C.Cutler & Whitaker: Sie kommt in Ecuador vor.[5]
- Feigenblatt-Kürbis (Cucurbita ficifolia Bouché)
- Cucurbita foetidissima Kunth
- Cucurbita lundelliana L.H. Bailey: Sie kommt im südöstlichen Mexiko, in Guatemala, Belize und in Nicaragua vor.
- Riesen-Kürbis (Cucurbita maxima Duchesne): hierher gehört auch der Hokkaidokürbis
- Moschus-Kürbis (Cucurbita moschata Duchesne)
- Cucurbita okeechobeensis (Small) L.H.Bailey: Die etwa zwei Unterarten kommen in Mexiko, im südlichen Florida und auf Hispaniola vor.
- Cucurbita pedatifolia L.H.Bailey: Sie kommt in den mexikanischen Bundesstaaten San Luis Potosí, Guanajuato, Hidalgo, Oaxaca, Puebla sowie Querétaro vor.
- Gartenkürbis (Cucurbita pepo L.): hierzu zählen auch Steirischer Ölkürbis, Zucchini und Gem Squash
- Cucurbita radicans Naudin: Sie kommt im mexikanischen Guanajuato, Jalisco, Nayarit, Michoacán de Ocampo, México (Bundesstaat) sowie Ciudad de México vor.

## Geschichte
Die Sorten der domestizierten Arten werden in den warmen Gebieten weltweit kultiviert.
Die verschiedenen Arten wurden großteils unabhängig für die gleiche Verwendung domestiziert. Als Zeitpunkt wurde lange etwa 5000 v. Chr. angenommen, was nach Phaseolus und Capsicum wäre. Neuere Funde von Samen domestizierter Kürbisse sind jedoch auf 8000 bis 10.000 v. Chr. zu datieren. In der Moxos-Ebene wurden bereits vor über 10.000 Jahren Kürbisse angebaut. Der Garten-Kürbis wurde in Mexiko und im Süden der Vereinigten Staaten domestiziert, der Moschus-Kürbis in Zentral-Amerika und der Riesen-Kürbis in Südamerika. Der Anbau von Kürbissen zusammen mit Mais und Bohnen ist eine alte Tradition, die auch „Drei Schwestern“ oder Milpa genannt wird. Es wird angenommen, dass ursprünglich die nahrhaften Samen genutzt wurden, da diese frei von Bitterstoffen sind, während alle Wildformen bittere Früchte besitzen. Durch die Auslese nichtbitterer Formen wurde auch die Nutzung als Gemüse möglich. Schon in präkolumbischer Zeit gab es eine große Sortenvielfalt. Als Zier- und Volksarzneipflanze werden Kürbisse in Europa seit dem 16. Jahrhundert kultiviert.

## Nutzung

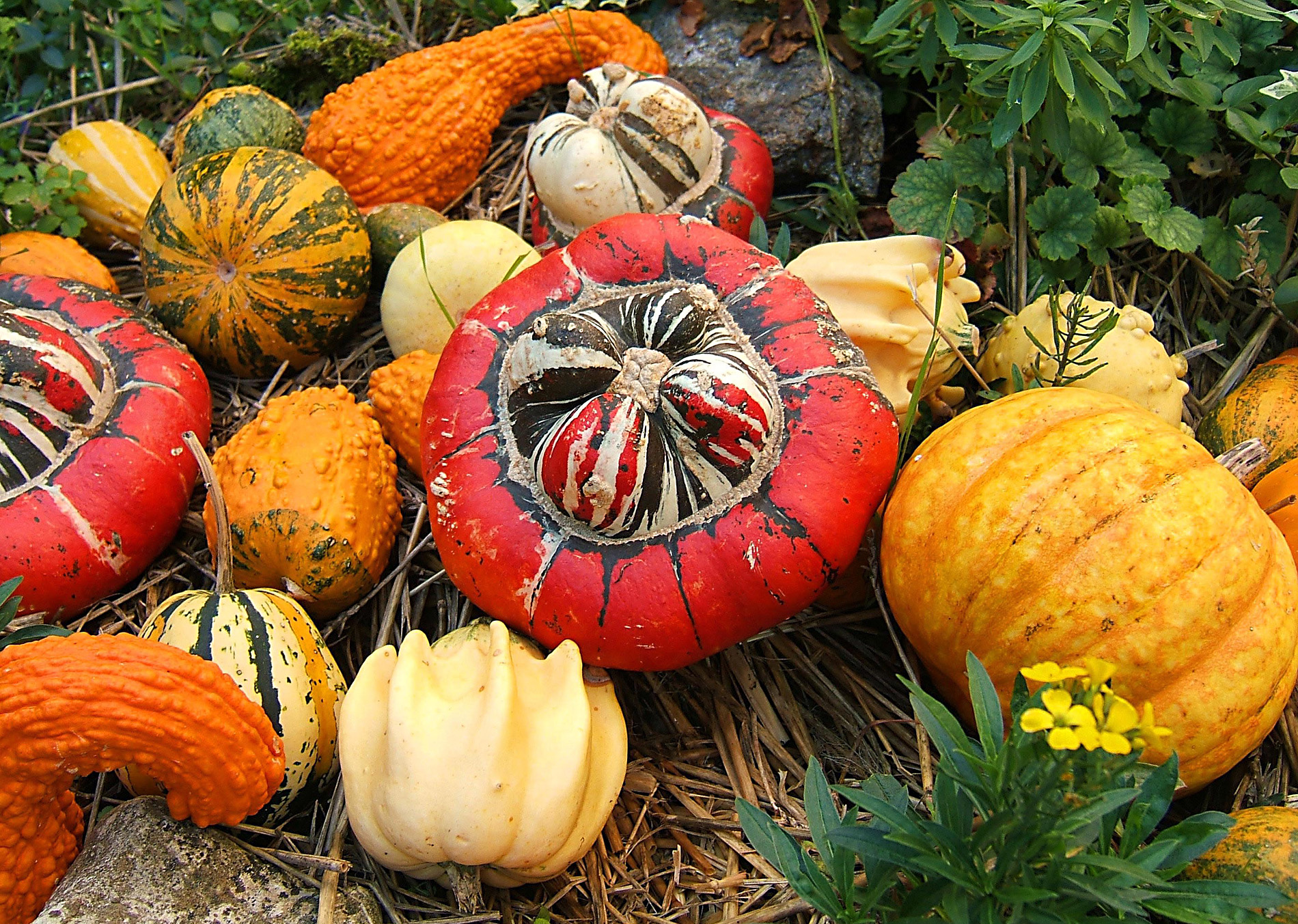
Zierkürbisse (Cucurbita pepo)

Fünf Arten der Gattung Cucurbita werden vom Menschen kultiviert. Garten-, Riesen- und Moschus-Kürbis sind dabei die wichtigeren; Cucurbita argyrosperma und der Feigenblatt-Kürbis haben nur regionale Bedeutung. Die fünf Arten lassen sich durch Frucht- und Blattmerkmale unterscheiden, die in den jeweiligen Artikeln angegeben sind.

Vertreter anderer Gattungen der Familie Cucurbitaceae werden häufig ebenfalls als „Kürbisse“ bezeichnet und im Familien-Artikel unter Nutzung behandelt. Im Mittelalter wurde der Kürbis (meist den Gartenkürbis meinend) oft nicht scharf unterschieden von Melone und Gurke.
War das Verbreitungsgebiet der Kürbisse in präkolumbischer Zeit auf Amerika beschränkt, werden sie bereits seit dem 16. Jahrhundert weltweit in den warmen Gebieten angebaut. Vor allem zwischen Garten- und Riesen-Kürbis wird im Anbau nur sehr bedingt unterschieden; wichtiger sind hier die Nutzungsformen:
- So werden Kürbisse hauptsächlich als gekochtes, gebratenes oder gebackenes Gemüse verwendet. Schon die vorkolumbische indigene Bevölkerung hatte das in Streifen geschnittene Kürbis-Fruchtfleisch roh getrocknet und auf diese Weise haltbar gemacht.
- In den Vereinigten Staaten wird traditionell zu bestimmten Ereignissen (z. B. Thanksgiving) Kürbiskuchen (Pumpkin Pie) gegessen.
- Ebenfalls häufig ist die Verwendung von Kürbissen zur Zubereitung von Kürbissuppe.

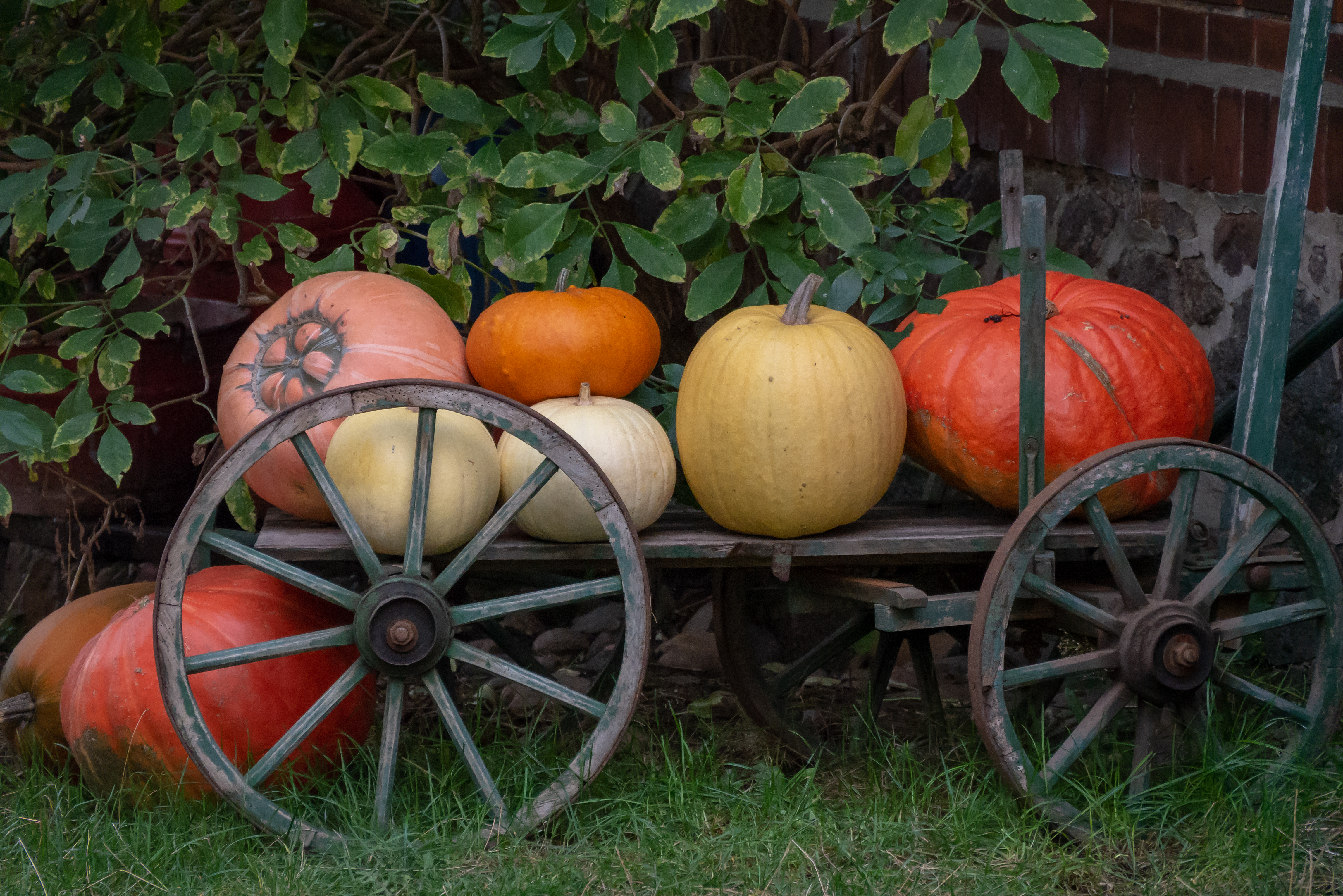
Handwagen mit Kürbissen

- Kürbisunterlagen werden für die Gurkenveredelung benötigt.
- Seltener werden Sprossspitzen, Blüten und Blätter des Kürbisses als Gemüse verwendet.
- Die Kürbissamen werden dagegen recht häufig genutzt, geröstet als Snack oder zur Herstellung von Kürbiskernöl. Speziell zu diesem Zwecke existieren verschiedene Züchtungen wie etwa der Steirische Ölkürbis, bei dem die Verholzung der Samenschale unterbleibt
- Des Weiteren wurden und werden verschiedene Teile des Kürbisses in der Volksmedizin verwendet.
- Heute weit über das Ursprungsgebiet hinaus bekannt und verbreitet ist der Brauch, zu Halloween Kürbisse auszuhöhlen und in Laternen zu verwandeln. Es gibt sogar eine speziell zu diesem Zweck gezüchtete Sorte Jack-O’-Lantern.
- Ein ebenfalls verbreiteter Brauch ist die Züchtung möglichst großer Kürbisse. Der aktuelle Weltrekordkürbis wurde bei den Kürbiswiegemeisterschaften in Italien im September 2021 geehrt und wog 1226 kg. Er stammte aus der Toskana von Züchter Stefano Cutrupi.[12]
- Allein zur Unterhaltung dient der Kürbisweitwurf.

### Sommerkürbisse und Winterkürbisse
Sommerkürbis
Sommerkürbisse werden zum Ende des Sommers geerntet, bevor sie voll ausgereift sind, Kerne und Schale verhärten und der Stiel verholzt. Das Fruchtfleisch und die Kerne von Sommerkürbissen sind meist weich. Kerne und Schale sind essbar. Sommerkürbisse lassen sich nur einige Wochen lagern.
Fast alle Sommerkürbisse gehören zu den Gartenkürbissen (Cucurbita pepo) wie Zucchini und Patisson. Es gibt aber auch Gartenkürbisse, die zu den Winterkürbissen gezählt werden.
Viele Sorten wie etwa die krummhalsige Keulenzucchini (Cucurbita moschata, Sorten Trombetta, Rampicante, Zucchetta, Tromboncino) können wahlweise als Sommerkürbis bzw. Zucchini geerntet oder zu Winterkürbissen ausreifen gelassen werden und heißen dann auch Schlangenkürbis.
Winterkürbis
Winterkürbisse werden ausgereift geerntet, wenn die Schale fest und hart und der Stiel leicht verholzt ist. Unbeschädigte Winterkürbisse lassen sich über Monate lagern. Winterkürbisse werden überwiegend gekocht gegessen. Die Schale der meisten Sorten ist so hart, dass sie nicht verzehrt werden kann.
Viele Sorten des Riesenkürbis gehören zu den Winterkürbissen.

## Weltproduktion

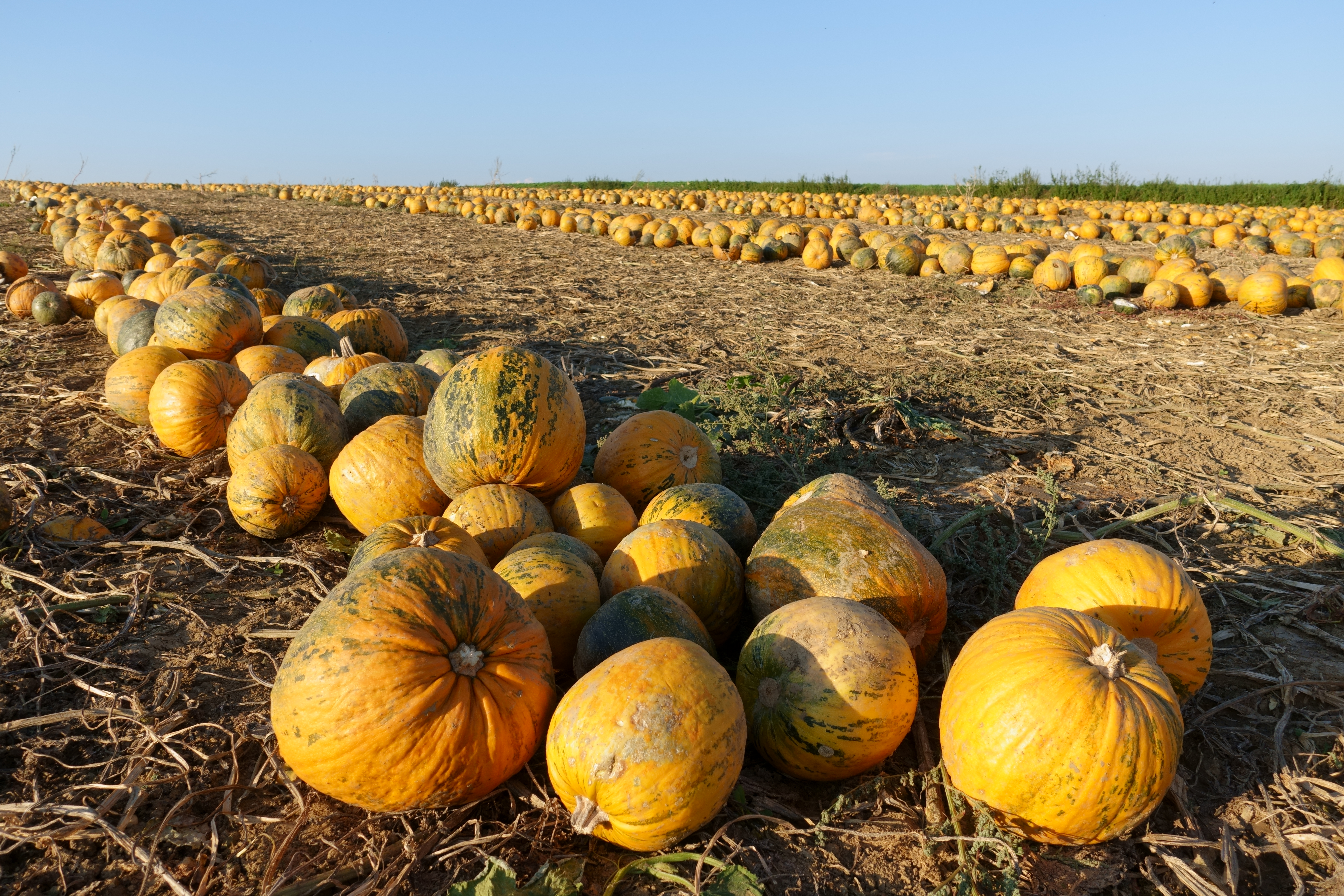
Feld mit Steirischem Ölkürbis (Cucurbita pepo var. styriaca), Österreich. Vorbereitet für die maschinelle Ernte

2022 betrug die Welternte 28.558.068 Tonnen. Das Land mit der größten Kürbisproduktion der Welt war die Volksrepublik China, die 31,1 % der weltweiten Ernte produzierte. Die zehn größten Produktionsländer brachten zusammen etwa 63,4 % der Welternte ein.
Die zehn größten Kürbis-Produzenten waren 2021:
| Rang | Produktionsland     | Menge in t |
| ---- | ------------------- | ---------- |
| 1    | Volksrepublik China | 7.387.614  |
| 2    | Ukraine             | 1.314.540  |
| 3    | Russland            | 1.174.580  |
| 4    | Vereinigte Staaten  | 1.069.290  |
| 5    | Spanien             | 789.780    |
| 6    | Türkei              | 771.651    |
| 7    | Mexiko              | 738.009    |
| 8    | Bangladesch         | 696.000    |
| 9    | Italien             | 601.660    |
| 10   | Indonesien          | 542.754    |
|      | Summe Top Ten       | 15.085.878 |
|      | restliche Länder    | 8.698.058  |

Im Vergleich dazu wurden im gleichen Jahr in Deutschland 141.600 t, in Österreich 27.820 t und in der Schweiz 15.397 t Kürbisse geerntet.

## Der Kürbis in deutschsprachigen Trivialnamen
Die deutschsprachigen Trivialnamen bezogen sich größtenteils ursprünglich auf den Flaschenkürbis, eine ebenfalls zur Familie der Kürbisgewächse gehörende Art, die schon seit dem Altertum außerhalb Amerikas bekannt ist:
Bäbenen, Bebirna, Churbiz, Couwörden (althochdeutsch), Churbez, Corbess, Corbicz, Corbs, Kirbes, Kirbis, Kirbs, Korbes, Korbess, Korbis, Korbiz, Korwicze, Kreis, Kürbis, Kurbisch, Kurbiss, Kurbiz, Kurbsch, Kurbesa, Kurbeta, Kyrbs, Kyrbss, Kyrpss (mittelhochdeutsch), Koyrbiss (mittelniederdeutsch) und Pfebe.
Als regionale Namen sind belegt
Chörbse (St. Gallen), Fläschen (Altenahr, Hunsrück), Flaskenappel (Ostfriesland), Kerbes (Siebenbürgen), Kirns (Eifel bei Bertrich), Körbis, Körbitzen (Magdeburger Bibel von 1578), Körbs (Mecklenburg, Pommern), Körwitz, Korvase, Korvese, Korvesege, Korvesen (Lübecker Bibel), Kürbs (Rhein), Malune (St. Gallen, Bern), Plutz, Plutzer (Österreich) und Torkappel (Altmark).

## Der Kürbis im Englischen

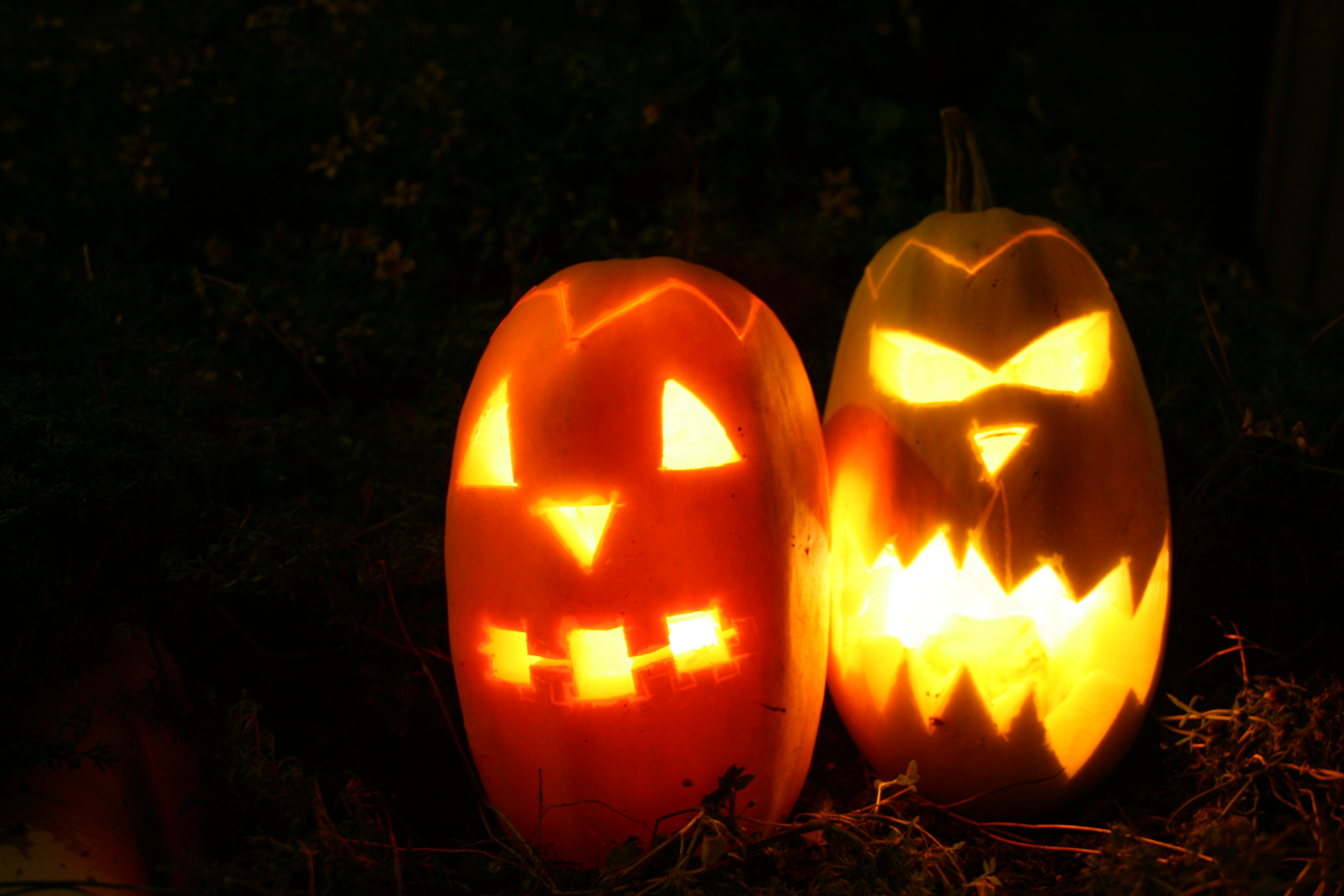
Kürbislaternen

Besonders in der englischen Sprache gibt es eine verwirrende Vielzahl von Trivialnamen für den Kürbis, die nur bedingt mit den botanischen Taxa übereinstimmen. Die bekanntesten Beispiele dafür sind:

### Squash
Als Squash werden ursprünglich Kürbisse bezeichnet, die roh verwendet werden.

Unterschieden wird weiterhin – insbesondere in den USA – zwischen Summer Squash (dt. ‚Sommerkürbis‘) und Winter Squash (‚Winterkürbis‘):
Summer squash
Summer squashes sind Sorten, die im unreifen Zustand geerntet werden und nicht lagerfähig sind. Diese Sorten gehören meist zur Art der Gartenkürbisse und werden meist gekocht oder gebraten.
Winter squash
Winter squashes sind Sorten, die reif (also im Herbst) geerntet werden und bis in den Winter hinein gelagert werden können. Solche Sorten können von allen Kürbis-Arten sein und werden meist gekocht oder gebacken.
Außerhalb der Vereinigten Staaten existieren für Sommer- und Winterkürbisse abweichende (englischsprachige) Bezeichnungen.

### Pumpkin
Als Pumpkin werden in den Vereinigten Staaten Sorten mit großen, runden Früchten bezeichnet, die zu Kuchen, Kürbislaternen (Jack-o’-lantern) und Viehfutter verarbeitet werden. Sie werden außerdem als Tafelgemüse verwendet.

Die in den Vereinigten Staaten Winter squashes (Winterkürbisse) genannten Sorten von Moschus- und Riesen-Kürbis werden z. B. in Indien ebenfalls als pumpkins bezeichnet.

### Cushaw
Cushaw werden Winterkürbisse mit gekrümmtem Fruchtansatz genannt. Sie werden zum Backen oder als Tierfutter verwendet.

### Gourd
Als Gourds werden meist Kürbisse bezeichnet, die nicht zu Speisezwecken dienen; aber auch Arten anderer Kürbis-Gattungen, wie z. B. der Bottle gourd, der Flaschenkürbis (Lagenaria siceraria), werden im Englischen Gourd genannt.

## Inhaltsstoffe
| Beispiele für Aromastoffe in Kürbissen |
| -------------------------------------- |
| Nonanol (ein Alkohol)                  |
| Nonanal (ein Aldehyd)                  |
| Hexansäureethylester (ein Ester)       |

Kürbisse bestehen zu über 90 % aus Wasser, weshalb ihr Nährwert mit 122 kJ pro 100 Gramm gering ist. Der Gehalt von Vitaminen und Mineralien ist im Fruchtfleisch ebenfalls gering. In den Kernen ist dieser hingegen höher. Aus Kürbiskernen wird Kürbiskernöl hergestellt, welches aufgrund seines hohen Tocopherol-Gehalts lange haltbar ist.

### Farbe und Aroma
Die Farbe von Kürbissen wird vor allem durch Carotinoide (z. B. α- und β-Carotin) bestimmt, wobei sowohl die Konzentration als auch die Verteilung derselben (in Fruchtfleisch und Schale) verschieden ist. Das Aroma ist in den diversen Kürbis-Arten von unterschiedlichen Stoffen abhängig, wobei oft Alkohole, Aldehyde und Ester ausschlaggebend sind. Kürbisse der Sorte Rouge enthalten beispielsweise vor allem Aromastoffe, die aus neun Kohlenstoffatomen bestehen. In anderen Sorten dominieren Aromastoffe, die aus sechs Kohlenstoffatomen bestehen (z. B. Sunny). Jonone können ebenfalls aromatische Hauptkomponenten darstellen (z. B. Muskat). Einige – vor allem wildwachsende Kürbisse – weisen einen bitteren Geschmack auf, welcher auf Cucurbitacine zurückzuführen ist.

### Giftigkeit
Kürbisse können wie alle Kürbisgewächse (z. B. Zucchini, Gurke) die giftigen Bitterstoffe Cucurbitacine enthalten. Diese Bitterstoffe werden durch den Kochprozess nicht verändert und führen beim Verzehr zu Schleimhautreizungen, Übelkeit, Durchfall, Erbrechen, Magenkrämpfen und in seltenen Fällen sogar zum Tod. Schwere Vergiftungen sind zwar eher selten, dass aber bereits auch kleinere Mengen von bitterstoffhaltigem Fruchtfleisch schwere Vergiftungen auslösen können, beweist ein Fall aus Schleswig-Holstein, bei dem eine Frau, nachdem sie von einer Zucchini probiert hatte, 3 Tage im Krankenhaus behandelt werden musste. Aus diesen Gründen sollten bitter schmeckende Kürbisgewächse und deren Gerichte keinesfalls verzehrt werden. Es ist darum ratsam, den Kürbis vor der Zubereitung roh zu probieren und gegebenenfalls wieder auszuspucken, denn die Bitterstoffe sind am sehr bitteren Geschmack deutlich zu erkennen. Zierkürbisse und wilde Kürbisgewächse enthalten viel Cucurbitacin und sind stark giftig. Bei Speisekürbissen hingegen wurden durch langjährige Züchtungsarbeit bitterstofffreie Varianten selektiert, weswegen das Risiko bei Speisekürbissen aus dem Supermarkt sehr gering ist. Trotzdem können durch spontane Rückmutationen und nicht sortenreines, verkreuztes Saatgut Cucurbitacine nie ganz ausgeschlossen werden: In Ausnahmefällen kann man, obwohl zertifiziertes Saatgut verwendet wurde, im Supermarkt auch Kürbisse mit Cucurbitacin – wie etwa bittere Hokkaido-Kürbisse – finden. Durch falsche Lagerung und Überreife kann es auch zu einem erhöhten Gehalt der Bitterstoffe kommen. Bei Kürbissen aus Eigenbau ist Vorsicht geboten, da es hier neben Rückmutationen zu einer unbeabsichtigten Kreuzung mit Kürbisgewächsen, die Cucurbitacine enthalten, wie z. B. Zierkürbisse oder wilde Kürbisgewächse, kommen kann. Deshalb empfiehlt es sich für Hobbygärtner, Kürbisse und andere Kürbisgewächse nur aus zertifiziertem Saatgut zu ziehen.